# Erhan Şentürk
Erhan Şentürk (4 mei, 1989) is een Turks voetballer die doorgaans als aanvaller speelt. 

## Erelijst
- Turkse Super Cup (Galatasaray #1 (2008)